# UEFA-CAF Meridian Cup

Logo des UEFA-CAF Meridian Cup

Der UEFA-CAF Meridian Cup war ein Fußballturnier, welches am 30. Januar 1997 von der UEFA und der CAF ins Leben gerufen und 2007 letztmals ausgetragen wurde.

## Format

### 1997 und 1999
Bei den beiden ersten Turnieren spielten die besten Jugendnationalmannschaften der beiden Konföderationen gegeneinander. Nach einer in zwei Gruppen ausgespielten Vorrunde wurde das Turnier im Halbfinale im K.-o.-System fortgesetzt.

### 2001 bis 2005
Von 2001 bis 2005 traten die Jugendnationalmannschaften nur noch gegen Mannschaften der anderen Konföderation an. Die Punkte der europäischen und afrikanischen Mannschaften wurden jeweils addiert und der Kontinent, der mehr Punkte erreichen konnte, galt als Sieger. Der Preis für die beste Mannschaft blieb jedoch erhalten.

### 2007
2007 traten zwei Auswahlen der besten Spieler der beiden Konföderationen gegeneinander an. Als deutsche Spieler wurden dabei Marko Marin (Borussia Mönchengladbach), Manuel Fischer (VfB Stuttgart) und Björn Kopplin (FC Bayern München) in die europäische Auswahl berufen, die Schweiz und Österreich stellten keine Auswahlspieler. Prominentester Teilnehmer war Bojan Krkić (FC Barcelona).

#### Hinspiel
| Europäische U18-Fußballauswahl                           | Europäische U18-Fußballauswahl | Afrikanische U18-Fußballauswahl | Afrikanische U18-Fußballauswahl |
| -------------------------------------------------------- | --- | --- | ------------------------------- |
| Europäische U18-Fußballauswahl                           | \| 27. Februar 2007 um 18:30 Uhr in Barcelona (Mini Estadi) \| \| Ergebnis: 6:1 (4:1) \| \| Zuschauer: 1.250 \| \| Schiedsrichter: Kacem Bennaceur ( Tunesien) \| \| Spielbericht \| | \| 27. Februar 2007 um 18:30 Uhr in Barcelona (Mini Estadi) \| \| Ergebnis: 6:1 (4:1) \| \| Zuschauer: 1.250 \| \| Schiedsrichter: Kacem Bennaceur ( Tunesien) \| \| Spielbericht \| | Afrikanische U18-Fußballauswahl |
| Europäische U18-Fußballauswahl                           | Jewgeni Pomasan – Björn Kopplin (63. Guille Savall), Jan Polák, Craig Cathcart – Nikola Gulan, Vurnon Anita (46. Dor Malul), Ádám Dudás (63. Krisztián Németh), Jan Hable (74. Romeu Ribeiro), Marko Marin (46. Bojan Krkić) – Aarón, Manuel Fischer (46. Alexander Prudnikow) Cheftrainer: Iñaki Sáez | Habib Tounsi (46. Fabrice Okoua) – Konan Ruffin Ngouan, Ramahlwe Mphahlele, Sadok Karoui (64. Kemekho Cissokho), Stévy Nzambé (44. Mahamadi Bande) – Samuel Gebrehiwet, Aser Pierrick Dipanda, Serigne Amath Gueye (72. Boubacar Bangoura) – Ulrich Boucka, Etienne Eto’o, Lionnel Franck (44. Félix Mensah Donkor) Cheftrainer: Fred Osam-Duodu | Afrikanische U18-Fußballauswahl |
| Europäische U18-Fußballauswahl                           | 1:0 Aarón (3.) 2:0 Fischer (22.) 3:0 Mphahlele (27., Eigentor) 4:0 Fischer (38.) 5:1 Krkić (61.) 6:1 Prudnikov (89.) | 4:1 Dipanda (45.+2') | Afrikanische U18-Fußballauswahl |
| Europäische U18-Fußballauswahl                           | Savall (68.) | Ngouan (80.) | Afrikanische U18-Fußballauswahl |
| 27. Februar 2007 um 18:30 Uhr in Barcelona (Mini Estadi) | | |                                 |
| Ergebnis: 6:1 (4:1)                                      | | |                                 |
| Zuschauer: 1.250                                         | | |                                 |
| Schiedsrichter: Kacem Bennaceur ( Tunesien)              | | |                                 |
| Spielbericht                                             | | |                                 |

#### Rückspiel
| Afrikanische U18-Fußballauswahl                      | Afrikanische U18-Fußballauswahl | Europäische U18-Fußballauswahl | Europäische U18-Fußballauswahl |
| ---------------------------------------------------- | --- | --- | ------------------------------ |
| Afrikanische U18-Fußballauswahl                      | \| 1. März 2007 um 11:00 Uhr in Barcelona (Mini Estadi) \| \| Ergebnis: 0:4 (0:1) \| \| Zuschauer: 2.500 \| \| Schiedsrichter: Thomas Einwallner ( Österreich) \| \| Spielbericht \| | \| 1. März 2007 um 11:00 Uhr in Barcelona (Mini Estadi) \| \| Ergebnis: 0:4 (0:1) \| \| Zuschauer: 2.500 \| \| Schiedsrichter: Thomas Einwallner ( Österreich) \| \| Spielbericht \| | Europäische U18-Fußballauswahl |
| Afrikanische U18-Fußballauswahl                      | Fabrice Okoua (75. Yosief Zeratsion) – Ramahlwe Mphahlele, Konan Ruffin Ngouan, Kemekho Cissokho – Junior Gourrier, Cheick Sy, Samuel Gebrehiwet (82. Stévy Nzambé) – Aser Pierrick Dipanda, Boubacar Bangoura (57. Mahamadi Bande) – Ulrich Boucka, Etienne Eto’o (65. Serigne Amath Gueye) Cheftrainer: Fred Osam-Duodu | Wojciech Szczęsny – Nenad Adamović (75. Björn Kopplin), Guille Savall, Jan Polák, Dor Malul – Romeu Ribeiro (46. Nikola Gulan), Jan Hable (60. Aarón), Marko Marin (46. Vurnon Anita), Bojan Krkić – Alexander Prudnikow (77. Ádám Dudás), Krisztián Németh (46. Manuel Fischer) Cheftrainer: Iñaki Sáez | Europäische U18-Fußballauswahl |
| Afrikanische U18-Fußballauswahl                      | 0:1 Németh (41.) 0:2 Fischer (64.) 0:3 Prudnikow (73.) 0:4 Dudás (90.+1') | | Europäische U18-Fußballauswahl |
| Afrikanische U18-Fußballauswahl                      | Bangoura (26.), Sy (30.), Ngouan (48.), Gourrier (85.) | | Europäische U18-Fußballauswahl |
| Afrikanische U18-Fußballauswahl                      | Sy (52.) | | Europäische U18-Fußballauswahl |
| 1. März 2007 um 11:00 Uhr in Barcelona (Mini Estadi) | | |                                |
| Ergebnis: 0:4 (0:1)                                  | | |                                |
| Zuschauer: 2.500                                     | | |                                |
| Schiedsrichter: Thomas Einwallner ( Österreich)      | | |                                |
| Spielbericht                                         | | |                                |

## Gewinner
- 1997  Nigeria (CAF)
- 1999  Spanien (UEFA)
- 2001 UEFA ( Spanien)
- 2003 UEFA ( Spanien)
- 2005 UEFA ( Frankreich,  Spanien,  Türkei)
- 2007 UEFA